# Cem Dias Entre Céu E Mar
Cem Dias Entre Céu e Mar é um diário de viagem publicado em 1985 pelo escritor e navegante marítimo brasileiro Amyr Klink. 
O livro narra a travessia a remo do Oceano Atlântico empreendida por Amyr, da costa da Namíbia até a Bahia. A obra detalha a preparação para a viagem, incluindo a construção da embarcação, passando por obstáculos burocráticos, até as intempéries climáticas e físicas enfrentadas, além das observações feitas pelo autor durante a navegação.

## Enredo[1]
Amyr Klink, protagonista da história, conseguiu atravessar o Oceano Atlântico a remo em seu pequeno barco, gastando assim 100 dias.  
Cem Dias Entre Céu e Mar é uma obra que narra a autodescoberta de um jovem que luta contra a sombra do pai autoritário e busca um sentido na vida. Atravessando o Oceano Atlântico, percorrendo aproximadamente 5 955km sozinho, Amyr Klink fez registros em um diário de bordo
O enredo segue pela direção já estudada por Amyr. Ele determina um curso e o segue, pois alguém perfeccionista como ele se preocupa com tudo: além de uma comunicação diária, seguindo horários para deixar claro a localização, todo um contexto de atividades seguem um roteiro específico, de rotinas e necessidades. Mesmo quando ele tem que limpar o casco, observando animais marinhos, que o deixa atento, para possíveis aproximações de tubarões, ele também se envolve com algumas atividades físicas, realizadas cotidianamente. 
Com o tempo, tudo em sua volta ganha um significado maior, tudo é entendido de forma mais nítida e, com isso, Klink começa a compreender melhor as águas do oceano. Isso é comprovado segundo o sétimo capítulo do livro, ´´Sete Dias de Tempestade´´, quando Amyr Klink passa por longos dias chuvosos no momento em que teve dificuldades para guiar seu despreparado barco. Entretanto, o incrível navegador soube dar a volta por cima e remar sob tempestades bravas.
Tubarões esbarram ou batem no casco, refletindo em como a embarcação está e quantos quilômetros precisam ser remados em situações aleatórias. Estão alguns dos pensamentos que passam pela cabeça de Amyr durante seus 100 dias solitários. 
Sua aventura foi realizada no final do outono, tendo o inverno pela frente, época de maior dificuldade, em que o mar está mais agitado e é enchido por temporais. Quando partiu o fez pensar em tudo, família, amigos, sem saber se voltaria cedo ou não. Todos esses aspectos o fez entender o que era o mar, o que fazia lá, o fez transformar medo em confiança. Se não dá para vencer a corrente pelos braços dá para vencê-la com a cabeça. Na coragem e na confiança venceu ondas de 16 metros de altura e ventos extremamente fortes. De vez em quando, Amyr surpreendia-se com o silêncio do Atlântico, o qual trazia também o ruído das gaivotas pescando e saltando.
A viagem aventureira de Amyr Klink foi sucessiva, para surpresa de todos, até mesmo do próprio personagem. Seu trajeto descrito e simplificado em um livro com estilo poético, retratou as alegrias e tristezas do protagonista, suas dificuldades e facilidades.

## Adaptações
As gravações da adaptação do livro para os cinemas foram finalizadas em Setembro de 2024. Sob direção de Carlos Saldanha (Rio, A Era do Gelo, Cidade Invisível, O Touro Ferdinando) e atuação de Filipe Bragança (como Amyr Klink), o longa-metragem "100 Dias" está previsto para estrear no ano de 2025. 
1. ↑  Klink, Amyr. Cem Dias Entre Céu e mar. [S.l.: s.n.]
2. ↑  Dias, Ana Beatriz. «"100 Dias": história do navegador Amyr Klink vai virar filme; saiba mais». CNN Brasil. Consultado em 2 de abril de 2025